# Stanislav Jungwirth
Stanislav Jungwirth (Checoslovaquia, 15 de agosto de 1930-11 de abril de 1986) fue un atleta checoslovaco especializado en la prueba de 1500 m, en la que consiguió ser medallista de bronce europeo en 1954.

## Carrera deportiva
En el Campeonato Europeo de Atletismo de 1954 ganó la medalla de bronce en los 1500 metros, llegando a meta en un tiempo de 3:45.4 segundos, tras el británico Roger Bannister (oro con 3:43.3 segundos que fue récord de los campeonatos) y el danés Gunnar Nielsen (plata con 3:44.4 segundos).